# Carine Verbauwen
Carine Verbauwen (Gent, 30 december 1961) is een Belgisch zwemster.  Ze had als beste stijlen de 100 en 200 meter rugslag.
Ze begon haar zwemcarrière op tienjarige leeftijd. Ze zwom bij MZV Eeklo.
Als veertienjarige was ze al aanwezig op de Olympische Zomerspelen 1976 in Montreal. In de Vrouwen, 4x100 meter wisselslag klasseerden ze zich niet in de heats met een tijd van 4.30,78. Zij legde haar 100 m rugslag wel af in 1.07,41 wat een Belgisch record opleverde. Ze trad ook aan in de 400 meter vrije slag, de 800 meter vrije slag en de 4x 100 meter vrije slag.
Op de Olympische Zomerspelen 1980 in Moskou behaalde ze vijfde plaats in de finale van de 100 meter rugslag in een tijd van 1.03,82 en een zesde plaats in de finale van de 200 meter rugslag met een tijd van 2.16,66.  In de Vrouwen, 4x100 meter wisselslag slaagde ze in een team met Yolande van der Straeten, Brigitte Bosmans en haar zus Pascale Verbauwen er niet in verder te geraken dan de heats met een tijd van 4.26,33. Zij legde haar 100 m vlinderslag af in 1.04,38. Ze trad ook aan in de 100 meter vrije slag.
Met haar tijd van 1.03,82 in de 100 meter rugslag vestigde ze ook een Belgisch record dat zou stand houden tot Silke Van Hoof dit in 2008 in Antwerpen met een tijd van 1.02,86 verbeterde.
In 1975, 1978 en 1979 werd ze verkozen tot Belgische Sportvrouw van het jaar. Ze was daarmee ook in 1975 de eerste vrouw die deze trofee in de wacht sleepte. In 2000 kwam ze in een andere verkiezing van de Belgische Beroepsbond van Sportjournalisten op de zesde plaats als Sportvrouw van de Eeuw.  In 2009 was ze een van de topsporters in het programma Eeuwige Roem.
Carine Verbauwen is de dochter van meervoudig Belgisch zwemkampioen Herman Verbauwen (1944) en Francine Delaunoy (Belgisch kampioen 100m vlinderslag), en zus van Pascale Verbauwen, eveneens zwemster. Carine Verbauwen is momenteel de hoofdtrainer bij de Royal Ghent Swimming Club. Ze is moeder van twee kinderen.

## 100 meter rugslag
Ze verbeterde meermaals de Belgische recordtijd
- 20/03/1976 in Molenbeek 1:07.60
- 18/07/1976 in Montreal (Canada) 1:07.41
- 14/08/1976 in Napels (Italië) 1:06.60
- 04/03/1978 in Antwerpen 1:06.33
- 04/07/1978 in Tel Aviv 1:06.26
- 05/08/1978 in Seraing 1:05.52
- 05/08/1978 in Seraing 1:05.13
- 20/08/1978 in Berlijn (Duitsland) 1:04.78
- 18/08/1979 in Brugge 1:04.41
- 22/07/1980 in Moskou (Sovjet-Unie) 1:04.37
- 23/07/1980 in Moskou (Sovjet-Unie) 1:03.82

## 200 meter rugslag
- 04/08/1974 in Molenbeek 2:29.97
- 31/08/1975 in Molenbeek 2:25.82
- 28/03/1976 in Woluwe 2:25.70
- 15/08/1976 in Napels 2:23.30
- 19/03/1978 in Bremen (Duitsland) 2:23.23
- 19/03/1978 in Bremen 2:20.46
- 12/08/1979 in Utrecht (Nederland) 2:19.63